# Joel Dorn

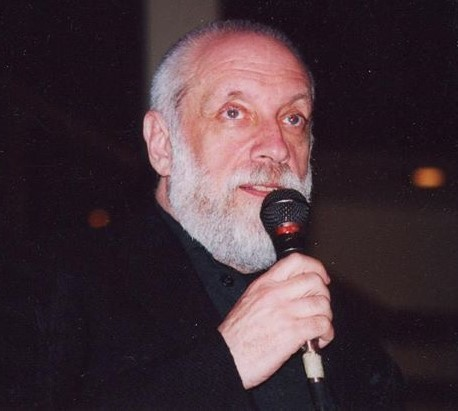
foto de Marilyn Cvitanic

Joel Dorn (7 de abril de 1942 – 17 de diciembre de 2007) fue un productor de jazz y R&B estadounidense. Trabajó para Atlantic Records, y posteriormente, fundó los sellos discográficosd 32 Jazz, Label M y Hyena Records. Se llamó a sí mismo "El locutor enmascarado" (The Masked Announcer). Trabajó con artistas del nivel de Roberta Flack, Max Roach, Bette Midler, The Allman Brothers Band, Peter Allen, Yusef Lateef, Willy DeVille, The Neville Brothers, Herbie Mann, Les McCann, Eddie Harris, Mose Allison, Leon Redbone, Jimmy Scott y Rahsaan Roland Kirk.
Dorn ganó dos Premios Grammy:
- "The First Time Ever I Saw Your Face" de Roberta Flack, 1972 Grabación del año
- "Killing Me Softly with His Song" de Roberta Flack, 1973 Grabación del año[3]

Dorn murió en 2007 de un ataque al corazón. Su hijo, Adam Dorn, trabajó como músico bajo el nombre artístico de Mocean Worker.